# Marmaray

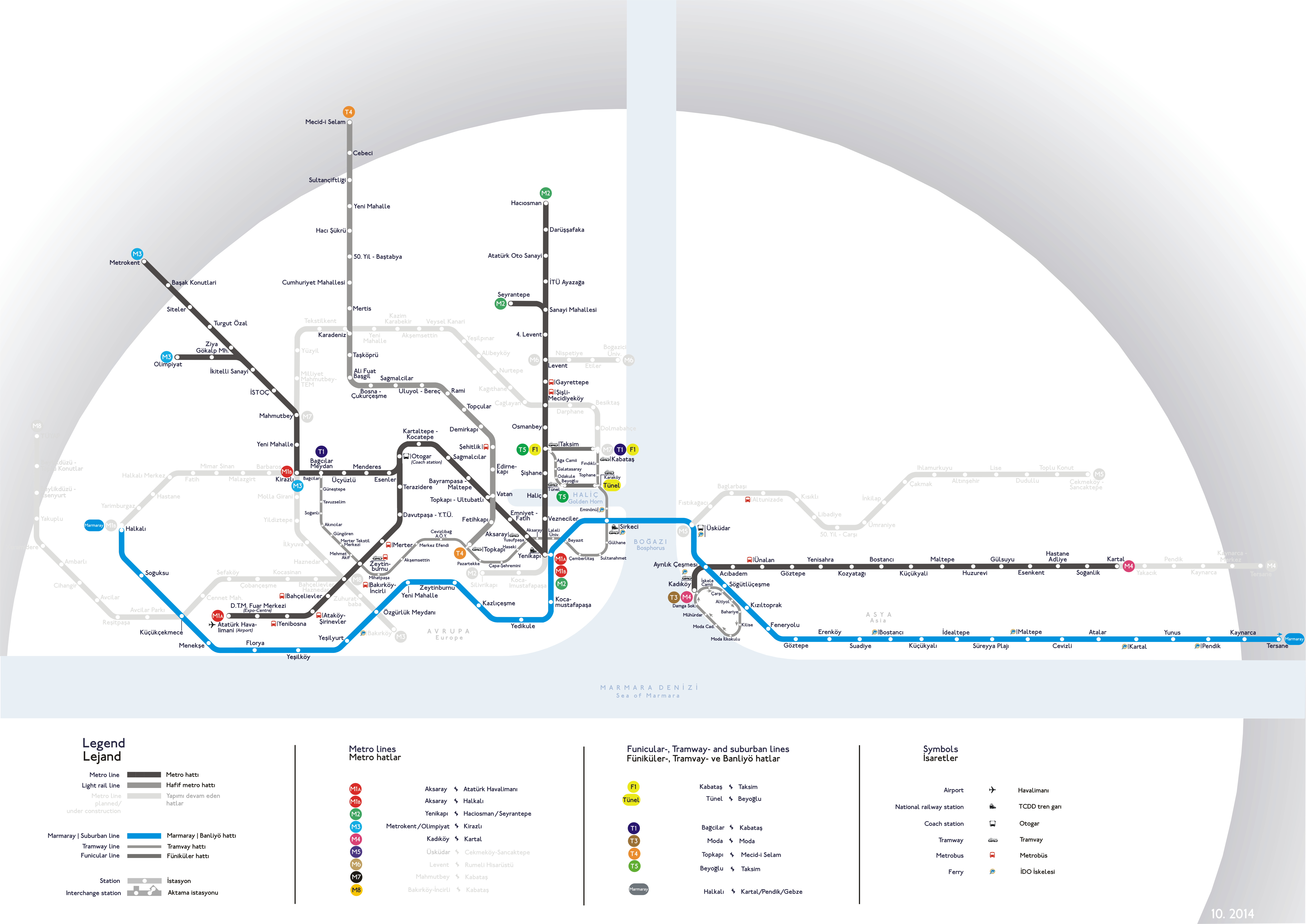
Karta över projektet.

Marmaray är ett järnvägsprojekt under uppbyggnad i Istanbul, Turkiet. I projektet ingår en 13,6 kilometer lång tunnel under Bosporen samt förbättring och delvis nybygge av 63 kilometer järnväg. 
Ändpunkterna för projektet är Halkalı på europeiska sidan och Gebze på asiatiska sidan. Järnvägen innebär den första spårförbindelsen mellan Europa och asiatiska Turkiet. Ordet Marmaray kommer från Marmarasjön och ray som betyder spår på turkiska.
Byggprojektet påbörjades 2004, och trafikstart beräknas vara 2015. Kostnaden beräknas vara 2,5 miljarder euro, cirka 20 miljarder kr. Järnvägen ska användas av fjärrtåg och regionaltåg samt utanför rusningstid av godståg.
Tunneln invigdes 29 oktober 2013, på 90-årsdagen av republiken Turkiets grundande. Man kan sedan 2014 åka mellan Kazlıçeşme och Ayrılık Çeşmesı på Marmaray. Anslutande banor har på båda sidor fördröjts. Under 2018 var beräkning att hela sträckan från Halkalı till Gebze skulle öppnas under 2019.
De två gamla stationerna ovan jord, Sirkeci på den europeiska sidan (tidigare slutstation för den legendariska Orientexpressen) och Haydarpaşa på den asiatiska sidan, är nu stängda för passagerartrafik. Sirkeci kan komma att användas i framtiden för fjärrtåg som har sin slutstation på den europeiska sidan, men Haydarpaşa kommer knappast att användas mer som järnvägsstation.